# Голопалуба
Голопалуба (англ. Holodeck) — вымышленное устройство из научно-фантастической медиафраншизы «Звёздный путь». Оно использует «голограммы» (проекции света и вид электромагнитной энергии, создающей иллюзию твёрдых объектов) для создания среды, в которой участники могут взаимодействовать с различными вариантами виртуальной реальности.
С точки зрения построения повествования в сериале, голопалуба позволяет закладывать большее разнообразие мест и персонажей, которые в других условиях были бы невозможны, таких, например, как события и люди в прошлом Земли. Часто используется как способ задать философские вопросы.
Хотя Голопалуба в большинстве случаев является безопасным вариантом альтернативой реальности, многие серии «Звёздного пути» часто показывают голопалубные сюжеты, в которых реальные опасности (такие как смерть) становятся частью сюжета.

## История появления
Голопалуба была вдохновлена американским изобретателем Джином Долгоффом, который владел лабораторией голографии в Нью-Йорке, и которого создатель «Звёздного пути» Джин Родденберри встретил в 1973 году.
Первое появление голопалубы (первоначально называвшейся «комнатой отдыха») в «Звёздном пути» произошло в мультсериале «Звёздный путь: Анимационный сериал». В эпизоде «Шутник» Доктор Маккой, Сулу и Ухура оказались в ловушке внутри Голопалубы с помощью компьютера корабля. В вымышленной хронологии вселенной «Звёздный путь», впервые Голопалуба упоминается во время встречи с инопланетянами Xyrillian в сериале «Звёздный путь: Энтерпрайз» в эпизоде «Неожиданность».
Писатель-фантаст Рэй Брэдбери написал о технологическом «питомнике» в своём рассказе «Вельд» 1950 года. Реальные[уточнить] голограммы были изобретены в конце 20-го века, что частично стало возможным благодаря разработке лазера.

## Технология
Голопалуба изображается как закрытое помещение, в котором объекты и люди моделируются комбинацией материи, лучей и полей, на которые проецируются голографические изображения, которые кажутся твердыми на ощупь. Этот процесс известен как «голоматерия», и обычно распадается, когда программа виртуальной реальности заканчивается. Однако примеры из некоторых эпизодов показывают, что голоматерия сохранялась за пределами Голопалубы. Например, в эпизоде «Встреча в дальней точке», Уэсли Крашер попадает в голографический поток, и оказывается, что он мокрый даже после выхода из Голопалубы. Тем не менее, это может быть объяснено использованием репликатора в конструкции голопалуб для создания материальных объектов, в первую очередь — напитков и продуктов питания, потребляемых пользователями.
Программы голодека делятся на два типа. Наиболее часто изображаемый Тип — это программа, в которой пользователь может взаимодействовать со средой виртуальной реальности и её персонажами. Менее изображенный Тип — это пассивный режим, в котором пользователь является «невидимым» наблюдателем в моделируемой среде. Персонажи «Звёздного пути» используют голопалубу для отдыха и работы. Путем имитации условий и событий могут моделировать мероприятия в области науки, логистики и права, также предусматриваются программы-тренеры, позволяющие отрабатывать, например, приёмы техник рукопашного боя (как было показано в некоторых сериях сериала «Звёздный путь: Следующее поколение»). На голопалубе было воспроизведено множество разнообразных настроек и ситуаций, включая американский Дикий Запад XIX-го века и опыты капитана Жан-Люка Пикара, играющего роль одного из героев своего детства, вымышленного детектива Диксона Хилла.
Голопалуба, как правило, контролируется с помощью голосовых команд, хотя физические элементы управления также возможны. Было несколько инцидентов, когда персонажи «Звёздного пути» оказывались в ловушке или получали травмы из-за сбоев в работе голопалубы, после чего в последующих сериях была добавлена функция безопасности через скрытый компьютерный терминал («Арка»), который позволяет получить доступ к управлению голопалубой.
Голопалуба также использовалась для изучения метафизических вопросов. В эпизоде «Элементарно, дорогой Дейта» показано, что характер голодека становится самосознательным, и рассматривает свою собственную идентичность и существование. В другом эпизоде персонаж Голопалубы достигает полного разума и получает те же права, что и «живые» члены экипажа.
В Голопалубе «Звёздного пути» могут применяться готовые сюжеты, известные как «голо новелла», которые предоставляют сценарии и истории для запуска. У некоторых потребителей развивается патологическая зависимость к Голопалубе, известное как «holo-наркомания». В сериале «Звёздный путь: Вояджер» показаны инопланетные существа, известные как «фотонные формы жизни», которые взаимодействуют с экипажем корабля главным образом через Голопалубу. Фильм 1994 года «Звёздный путь: Поколения» начинается со сцены в голопалубе с сюжетом судна в море. Для создания сюжета для Голопалубы был использован реальный американский парусник «Леди Вашингтон».

## Признание
Эпизод «Большой гуд-бай» сериала «Звёздный путь: Следующее поколение» рассказывающий историю Голопалубы, получил Премию Пибоди за «Новый стандарт качества для синдикации первого запуска».
«Большой гуд-бай» — единственный эпизод «Звёздного пути», выигравший премию Пибоди.
Эпизод «Большой гуд-бай» также был номинирован на две премии Эмми в категориях «Лучший фильм в телесериале» и «Лучшие костюмы в телесериале», причем художник по костюмам Уильям Уэр Тейсс получил награду в последней категории.

## Аналогичные технологии в других произведениях
- Немецкий популяризатор науки Александр Мошковский возможно, был первым человеком, чтобы предусмотреть нечто, напоминающее концепцию «Голопалубы».
- Рассказ «Вельд» (1950 год) Рэй Брэдбери
- В 1965 году американский компьютерщик Айвен Сазерленд предсказал искусственные условия, при которых отображаемое могло достигнуть твердой реальности[10].
- Советский научно-фантастический фильм 1973 года Москва-Кассиопея показывает «комнату-сюрприз», которая действует подобно голопалубе.
- Японский сериал 1974 года «Космический линкор „Ямато“» представлена «Комната-курорт», способная создавать искусственные условия.
- В серии комиксов «Люди Икс» изображен тренировочный зал, который первоначально был изображен как механическое дело, а затем переустроен с помощью голограммы и других сенсорных симуляторов.